# Mourisco (Paderne de Allariz)
Mourisco (llamada oficialmente San Salvador de Mourisco) es una parroquia y un lugar del municipio español de Paderne de Allariz, en la provincia de Orense, Galicia.

## Organización territorial
La parroquia está formada por cinco entidades de población:
- Eiravedra
- Moás
- Mourisco (San Salvador de Mourisco)
- Saa
- San Cristóbal (San Cristovo)

## Demografía

### Parroquia
| Gráfica de evolución demográfica de Mourisco (parroquia) entre 2000 y 2023 |
|                                                                            |
| Datos según el nomenclátor publicado por el INE.                           |

### Lugar
| Gráfica de evolución demográfica de Mourisco (lugar) entre 2000 y 2023 |
|                                                                        |
| Datos según el nomenclátor publicado por el INE.                       |